# Alexia Runggaldierová
Alexia Runggaldierová, nepřechýleně Alexia Runggaldier (* 27. listopadu 1991, Brixen), je bývalá italská biatlonistka a bronzová medailistka z vytrvalostního závodu na Mistrovství světa v biatlonu 2017 v rakouském Hochfilzenu.
Ve světovém poháru dokázala individuálně skončit nejlépe na třetím místě, což se ji povedlo dvakrát ve vytrvalostním závodě v sezóně 2016/17 nejprve v domácím prostředí v Anterselvě a následně na světovém šampionátu v Hochfilzenu 2017. S ženskou štafetou skončila na stejném místě na 3. pozici.
V roce 2020 ukončila reprezentační kariéru.

## Výsledky

### Olympijské hry a mistrovství světa
Runggaldierová je trojnásobnou účastnicí Mistrovství světa v biatlonu a rovněž účastnicí zimních olympijských her. Jejím nejlepším výsledkem v závodech jednotlivců je zisk bronzové medaile z vytrvalostního závodu z rakouského Hochfilzenu v roce 2017. V týmovém závodě dokázala s ženskou štafetou skončit nejlépe na 5. místě na stejném šampionátu .
| Sezóna  | D   | Místo                | SP  | SZ  | HZ | IZ  | ŠT  | SŠT | Věk    |
| ------- | --- | -------------------- | --- | --- | -- | --- | --- | --- | ------ |
| 2011/12 | MS  | Ruhpolding           | –   | –   | –  | –   | 12. | –   | 20 let |
| 2012/13 | MS  | Nové Město na Moravě | 37. | 39. | –  | 78. | –   | –   | 21 let |
| 2013/14 | ZOH | Soči                 | –   | –   | –  | 42. | –   | –   | 22 let |
| 2015/16 | MS  | Oslo                 | –   | –   | –  | 10. | 7.  | –   | 24 let |
| 2016/17 | MS  | Hochfilzen           | 43. | 15. | 9. | 3.  | 5.  | –   | 25 let |
| 2017/18 | ZOH | Pchjongčchang        | –   | –   | –  | 33. | –   | –   | 26 let |

Poznámka: Výsledky z mistrovství světa se započítávají do celkového hodnocení světového poháru, výsledky z olympijských her se dříve započítávaly, od olympijských her v Soči se nezapočítávají.

### Juniorská mistrovství
Zúčastnila se dvou juniorských šampionátů v biatlonu. Celkově na těchto šampionátech získala dvě stříbrné medaile, všechny vybojovala se štafetami. Individuálně pak obsadila nejlépe 6. pozici ve sprintu v Novém Městě na Moravě v roce 2011.
| Sezóna  | D   | Místo                | SP  | SZ  | IZ  | ŠT | Věk    |
| ------- | --- | -------------------- | --- | --- | --- | -- | ------ |
| 2010/11 | MSJ | Nové Město na Moravě | 6.  | 8.  | 43. | 2. | 19 let |
| 2011/12 | MSJ | Kontiolahti          | 26. | 14. | 20. | 2. | 20 let |

## Vítězství v závodech světové poháru

### Kolektivní
| Datum:            | Místo:               | Disciplína: |
| ----------------- | -------------------- | ----------- |
| 16. prosince 2018 | Hochfilzen, Rakousko | štafeta     |